# Говард (округ Чіппева, Вісконсин)
Говард (англ. Howard) — місто (англ. town) в США, в окрузі Чиппева штату Вісконсин. Населення — 777 осіб (2020).

## Демографія
Згідно з переписом 2010 року, у місті мешкало 798 осіб у 292 домогосподарствах у складі 228 родин. Було 308 помешкань
Расовий склад населення:
| - 97,1 % — білих - 0,8 % — корінних американців - 0,3 % — вихідців з тихоокеанських островів - 0,3 % — чорних або афроамериканців |

До двох чи більше рас належало 0,9 %. Частка іспаномовних становила 1,6 % від усіх жителів.
За віковим діапазоном населення розподілялося таким чином: 26,2 % — особи молодші 18 років, 61,5 % — особи у віці 18—64 років, 12,3 % — особи у віці 65 років та старші. Медіана віку мешканця становила 38,8 року. На 100 осіб жіночої статі у місті припадало 106,7 чоловіків;  на 100 жінок у віці від 18 років та старших — 114,2 чоловіків також старших 18 років.
Середній дохід на одне домашнє господарство  становив 81 899 доларів США (медіана — 64 821), а середній дохід на одну сім'ю — 94 643 долари (медіана — 76 250). Медіана доходів становила 43 906 доларів для чоловіків та 35 625 доларів для жінок. За межею бідності перебувало 5,4 % осіб, у тому числі 6,4 % дітей у віці до 18 років та 4,8 % осіб у віці 65 років та старших.
Цивільне працевлаштоване населення становило 452 особи. Основні галузі зайнятості: освіта, охорона здоров'я та соціальна допомога — 23,5 %, виробництво — 21,5 %, роздрібна торгівля — 14,2 %, сільське господарство, лісництво, риболовля — 11,3 %.